# Hrušeň

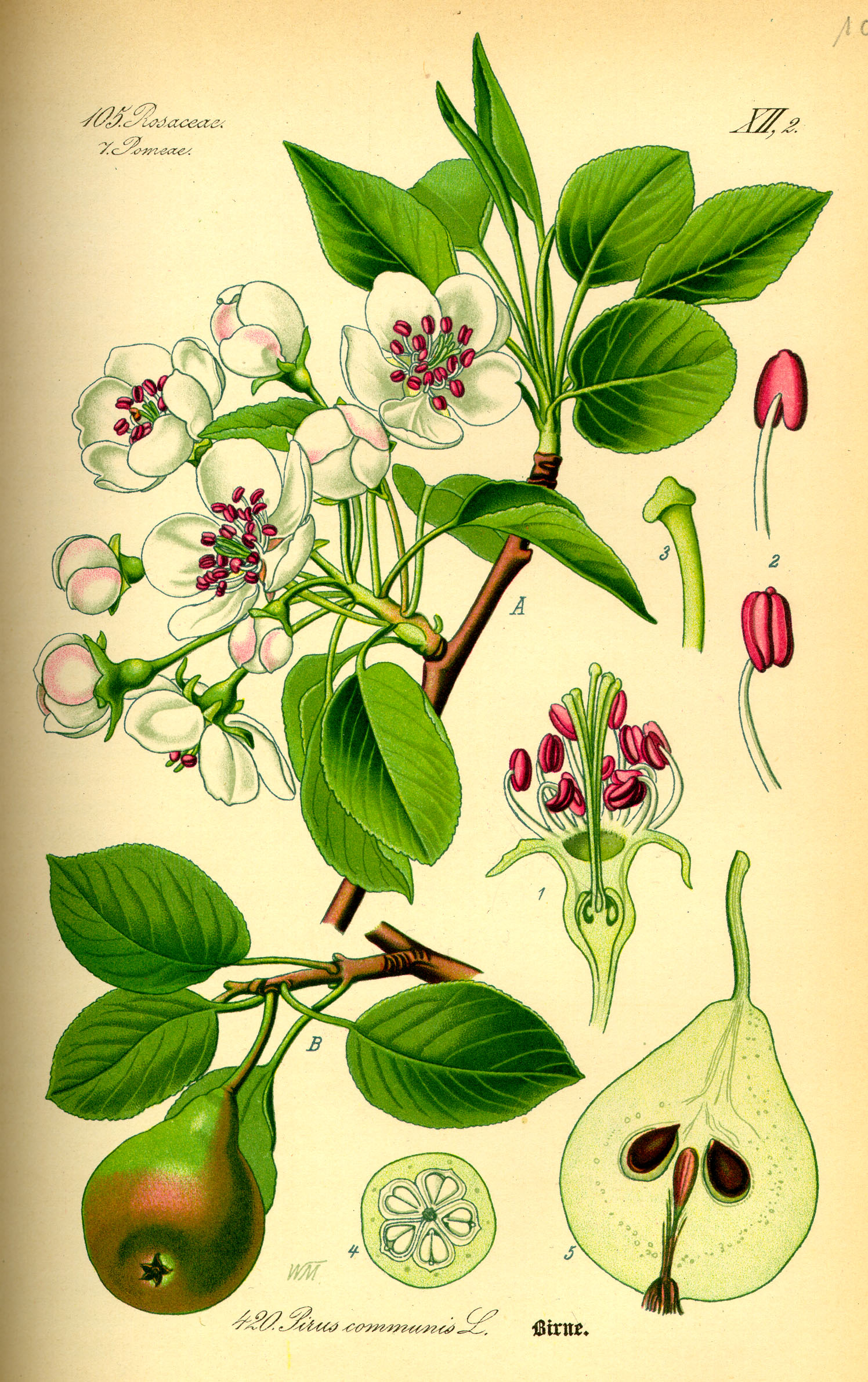
Hrušeň – botanická ilustrace

Hrušeň (Pyrus) je rod rostlin patřící do čeledi růžovité (Rosaceae). Vyskytuje se převážně v mírném a subtropickém pásu Eurasie a zahrnuje přes 60 druhů a jejich kříženců. Jsou to stromy i keře, často trnité. Plodem hrušní je malvice, nazývaná hruška.

## Vybrané druhy
- Hrušeň písečná (Pyrus pyrifolia) – Čína a Indočína
- Hrušeň obecná (Pyrus communis subsp. communis) – Evropa, západní Asie
- Hrušeň planá (Pyrus pyraster) – Evropa, západní Asie
- Hrušeň Calleryova (Pyrus calleryana) – východní Asie
- Hrušeň sněhobílá (Pyrus nivalis) – Evropa
- Hrušeň vrbolistá (Pyrus salicifolia) – jihozápadní Asie, Kavkaz

## Použití
Hrušeň obecná a písečná jsou široce pěstovány pro své ovoce. Některé druhy rodu hrušeň lze použít jako okrasné rostliny. V ČR se příliš nepoužívají, ale v poslední době stoupá jejich význam  s potřebou rostlin, které snesou silně znečištěné prostředí. Ceněno je také hrušňové dřevo, především pro jemné řezbářské a nábytkářské práce.